# Operação Dulcineia
A Operação Dulcineia foi uma operação coordenada por Henrique Galvão e Humberto Delgado, que teve como objetivo principal desviar o paquete português Santa Maria, cheio de passageiros.
O sequestro do Santa Maria ou assalto do Santa Maria ocorreu em 1961, quando o paquete foi tomado por um grupo de revolucionários do Diretório Revolucionário Ibérico de Libertação (DRIL), liderados por Henrique Galvão. O sequestro foi uma forma de protesto contra as ditaduras de Salazar, em Portugal, e Franco, na Espanha.

## Etimologia
Henrique Galvão liderou o assalto ao paquete Santa Maria, chamou-lhe Operação Dulcineia, do título de uma peça de teatro de Carlos Selvagem (Dulcinéa ou a última aventura de D. Quixote, Lisboa: Editorial Aviz, 1943).

## Contexto Histórico
Um grupo antisalazarista e antifranquista denominado Diretório Revolucionário Ibérico de Libertação (DRIL), constituído por exilados portugueses e espanhóis — especialmente galegos — era liderado pelo capitão e político português Henrique Galvão, asilado em Caracas, Venezuela, desde 1959. No Brasil, na semana anterior ao dia 1 de fevereiro de 1961, data da posse do presidente eleito Jânio Quadros, especulava-se amplamente sobre a constituição do seu ministério e sobre sua maneira de conduzir os negócios do país nos meses seguintes. O Primeiro-Ministro Salazar, em Portugal, começava a enfrentar os primeiros e incipientes movimentos de guerrilha na então província ultramarina de Angola. O General Humberto Delgado, ex-candidato à Presidência da República portuguesa, encontrava-se exilado em São Paulo, exercendo discretas atividades políticas, mas ciente do planejamento da operação de sequestro.

## Planeamento do Sequestro
Galvão concebeu uma operação de sequestro do navio de cruzeiro português “Santa Maria” no início de janeiro de 1961. O seu propósito era o de atrair a atenção internacional contra as ditaduras de Salazar em Portugal e de Franco na Espanha, além de seguir para a África a fim de incentivar revoltas nas colónias africanas desses países. Vários anos antes de começarem a ocorrer os sequestros de aviões, principalmente na década de 1970, o evento constituir-se-ia na primeira ação armada com propósitos políticos de que havia notícia na segunda metade do século XX envolvendo um meio de transporte e os seus passageiros.

## A operação
O sequestro ocorreu de 21 para 22 de janeiro de 1961, por um grupo de 23 exilados políticos portugueses e espanhóis — integrantes do Diretório Revolucionário Ibérico de Libertação (DRIL) —, que então faziam oposição política aos governos ditatoriais de António de Oliveira Salazar e de Francisco Franco, sob o comando do capitão Henrique Galvão e de Jorge de Soutomayor, desencadeando a chamada "Operação Dulcineia". O paquete foi então chamado de "Santa Liberdade". Durante a ação foi assassinado o 3.º piloto, o oficial João José Nascimento Costa. A embarcação acabou por fundear no porto do Recife, no Brasil, em 2 de fevereiro seguinte.
O Santa Maria realizava um roteiro turístico em janeiro de 1961, com 612 passageiros (principalmente americanos, portugueses e espanhóis), partindo de Lisboa para Miami, com escalas nos portos de Funchal (Ilha da Madeira), Santa Cruz de Tenerife (Ilhas Canárias), La Guaira (Venezuela), Willemstad (Curaçau), San Juan (Porto Rico), e faria o roteiro inverso após Miami.
O Capitão Henrique Galvão, então com 65 anos, formou um grupo de 24 revolucionários portugueses e espanhóis, comprou vagas nessa excursão turística, e embarcaram todos, parte no dia 20 de janeiro em La Guaira, parte no dia 21 em Willemstad (Antilhas Holandesas) — última escala antes da ação a bordo. Efetivava–se assim a "Operação Dulcineia", nome de código adotado pelos revolucionários, em homenagem à amada de D. Quixote de La Mancha (personagem de Miguel de Cervantes).
A ação armada ocorreu na madrugada do dia 22 de janeiro de 1961. Nela foi morto o terceiro piloto; seu corpo foi desembarcado em uma praia da Ilha de Santa Lucia (então possessão britânica nas Antilhas) no dia 24. No momento em que os revolucionários renderam os tripulantes em serviço no passadiço, o nervosismo de todos os envolvidos contribuiu para o disparo que matou o piloto. Esta foi a única vítima fatal de toda a operação de sequestro. O grupo de revolucionários era tão pequeno que só houve mudança no controle efetivo de alguns poucos compartimentos vitais do navio (o pessoal de serviço nas máquinas rendeu-se pelo telefone). A falta de reação da tripulação deveu-se à surpresa, à suspeita da existência de outros revolucionários incógnitos entre os passageiros, e ao inusitado desse tipo de operação àquela época. O Comandante e os tripulantes optaram por colaborar com os revoltosos.
A morte do terceiro piloto, confirmada após o desembarque de seu corpo, foi amplamente noticiada por veículos de comunicação internacionais, recebendo cobertura constante durante os onze dias seguintes.
As coisas começaram a complicar-se quando o navio foi avistado por um cargueiro dinamarquês, que avisou a guarda costeira americana. Daí até à chegada dos navios de guerra foi um ápice.
No dia 25 de janeiro, às 18 horas, o Santa Maria foi localizado por um avião de patrulha da Marinha norte-americana, ao norte das Guianas, navegando em rumo sudeste. No dia 26, a imprensa noticiou que um submarino norte-americano Seawolf estaria acompanhando o Santa Maria. Essa notícia iria ser confirmada e, acrescida da grande mobilização de unidades navais e aéreas da Marinha norte-americana nos dias subsequentes, demonstrava o grau de preocupação do governo norte-americano com a segurança de seus cidadãos a bordo do navio sequestrado.
No dia seguinte, 27 de janeiro, um grupo-tarefa da Marinha norte-americana, sob o comando do Contra-Almirante Allen Smith, buscava a interceptação do Santa Maria; e o Comandante do 3.º Distrito Naval da Marinha do Brasil, suspeitava que o Capitão Galvão tivesse a intenção de fundear em Fernando de Noronha, ou mesmo em Recife, para desembarcar os passageiros. No dia 28, aviões navais de patrulha norte-americanos estavam sobrevoando o Santa Maria em caráter permanente, tendo por bases Belém e Recife. A Marinha dos Estados Unidos chegou a deslocar para Recife 12 aviões de patrulha.
Respondendo à mensagem do comandante das Forças Navais americanas no Atlântico Sul o Capitão Galvão afirmou que sua intenção era desembarcar os passageiros e prosseguir com o navio para Angola. Nessa ocasião, o Diretório Revolucionário Ibérico de Libertação (DRIL) já enviava “saudações ao povo, à imprensa, e ao presidente eleito do Brasil”. Após eleito, no final de 1960, Jânio Quadros havia se encontrado com o Capitão Galvão por ocasião de uma visita a Caracas.
Vendo que tudo estava perdido, Henrique Galvão decidiu rumar ao Recife e render-se às autoridades brasileiras, pedindo asilo político, que foi aceite. 
No domingo, dia 29 de janeiro, ao confirmar que o Santa Maria navegava aproado ao saliente nordestino do Brasil, o comandante do 3.º Distrito Naval determinou que a Corveta Caboclo da Marinha do Brasil suspendesse de Natal a fim de encontrar o Santa Maria. 
Dois dias depois, cerca das 11 horas, a Corveta avistou um crescente movimento de alvos: um enorme penacho negro expelido pela chaminé de um rebocador portuário repleto de repórteres, fotógrafos e cinegrafistas embarcados em Recife; o Santa Maria exibindo nas bochechas enormes faixas com a expressão “Santa Liberdade” encobrindo os verdadeiros nomes do navio, três contratorpedeiros da Marinha americana, a lancha de um dos contratorpedeiros trazendo para bordo do capitânia o Contra-Almirante Allen Smith após negociação infrutífera a bordo do Santa Maria, um Super-Constellation da Marinha americana em patrulha, e um pequeno avião civil de onde havia saltado de paraquedas um famoso jornalista do hebdomadário francês Paris-Match, o qual ainda se encontrava flutuando à espera de seu subsequente resgate pelos americanos. Esse jornalista francês foi levado de lancha para bordo do Santa Maria, onde “aderiu” aos revolucionários para melhor obter material jornalístico para a sua revista. A negociação do almirante americano com o Capitão Galvão não obteve o resultado desejado, isto é, o imediato desembarque dos turistas, porque os ibéricos:
- queriam ter como interlocutores as autoridades brasileiras e não os militares americanos representando o governo Kennedy;
- queriam reter ao máximo os turistas a bordo para atrair por mais tempo a atenção da opinião pública internacional, visando enfraquecer politicamente os governos de Franco e de Salazar; e
- queriam dialogar não com o governo brasileiro de Juscelino Kubitschek, mas com o governo Jânio Quadros, a ser empossado no dia seguinte, 1.º de fevereiro de 1961, em Brasília.[4]

Em consonância com essas intenções, o Santa Maria passou a navegar ao longo da costa, mantendo desta uma distância
de cerca de 20 milhas, com velocidade aproximada de 10 nós, indo e vindo entre os paralelos de “Ponta de Pedras” e de “Tamandaré” até cerca das 9 horas do dia seguinte. Durante as cerca de 21 horas dessa singradura, os navios americanos e brasileiro adotaram um dispositivo de navegação em “diamante”, no qual o Santa Maria era o testa e guia; os três contratorpedeiros americanos completavam o losango e a Corveta Caboclo posicionou-se no posto 5, portanto à ré do contratorpedeiro mais à ré. Cumpre registrar também que, durante toda a singradura, não houve qualquer comunicação entre a corveta, o Santa Maria e os contratorpedeiros, e que uma aeronave americana de patrulha esteve permanentemente sobrevoando a inusitada formatura. Cerca das 9 horas da manhã, do dia 1.º de fevereiro, enquanto em Brasília sucediam-se os eventos do programa de transmissão da faixa presidencial, o Santa Maria passou a demandar o porto do Recife, vindo a fundear cerca das 11 horas a exatamente 3 milhas dos molhes do porto, no limite das águas territoriais brasileiras da época. Cerca das 9 horas e 30 minutos, com a corveta navegando na esteira do Santa Maria, foi detectado um periscópio de submarino deslocando-se com velocidade de 13 nós. Cerca das 10 horas, o submarino veio à superfície e identificou-se como “USNS Seawolf”. 

## Desfecho
Na manhã do dia 2 de fevereiro, a delegação brasileira embarcou dirigiu-se ao Santa Maria. Novamente a negociação não terminou em acordo e a delegação voltou ao porto do Recife. Nessa manhã, os tripulantes lançaram ao convés da corveta várias mensagens contendo dizeres tais como “salvem-nos”, “está faltando água”, “queremos desembarcar”, “pedimos socorro às autoridades brasileiras”, etc.
Em seguida, os revolucionários concordaram com a entrada do navio no porto para desembarcar os passageiros. Os 24 revolucionários permaneceram a bordo, já sem qualquer possibilidade de continuarem viagem para Angola; aceitaram receber uma equipe da Base Naval do Recife para guarnecer a praça-de-máquinas e os equipamentos vitais, um pelotão de fuzileiros navais para “ajudá-los na guarda do navio” e um oficial de ligação da Marinha do Brasil.
Finalmente, em 3 de fevereiro de 1961, o Comando do 3.º Distrito Naval concertou com os revolucionários a entrega do Santa Maria à Marinha do Brasil, em troca de asilo político para todos. No sábado, 4 de fevereiro de 1961, com o navio já atracado, foi realizada a bordo uma cerimônia em que foi lavrado e assinado por diplomatas brasileiros e portugueses um Termo de Transferência do Santa Maria para a jurisdição portuguesa. O então adido das Forças Armadas de Portugal em Brasília recebeu oficialmente o navio e o entregou ao representante de seu armador, a Companhia Colonial de Navegação.

### Outros participantes
- Camilo Mortágua[5]